# 祖里夫卡
50°27′7″N 29°44′49″E / 50.45194°N 29.74694°E

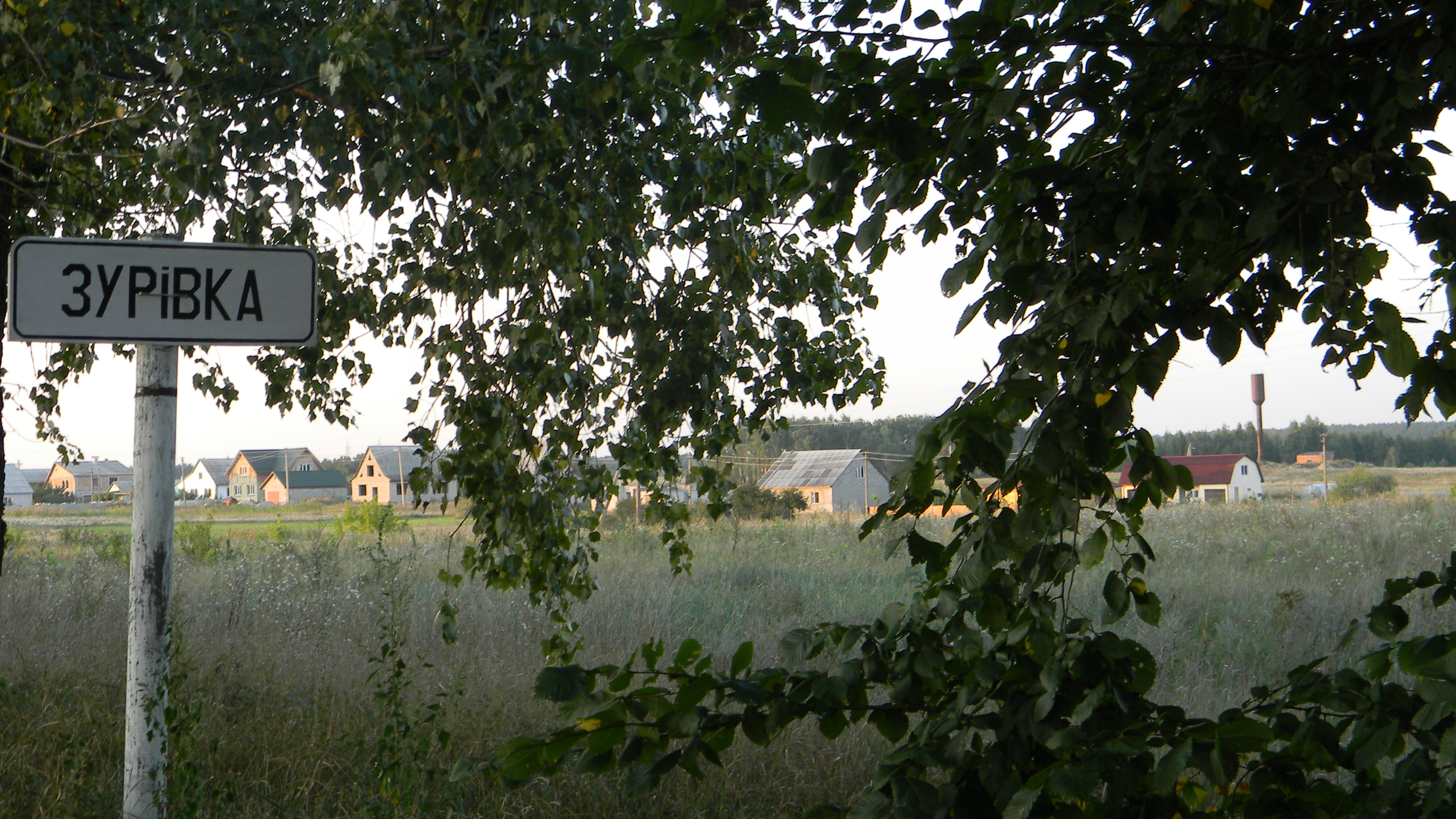

祖里夫卡（烏克蘭語：Зурівка）是位於烏克蘭北部的村莊，由基辅州布恰区的馬卡里夫市鎮負責管轄。該村始建於1897年，面積3.63平方公里，海拔高度171米，2001年人口27，人口密度每平方公里8.26人。